# 舰炮

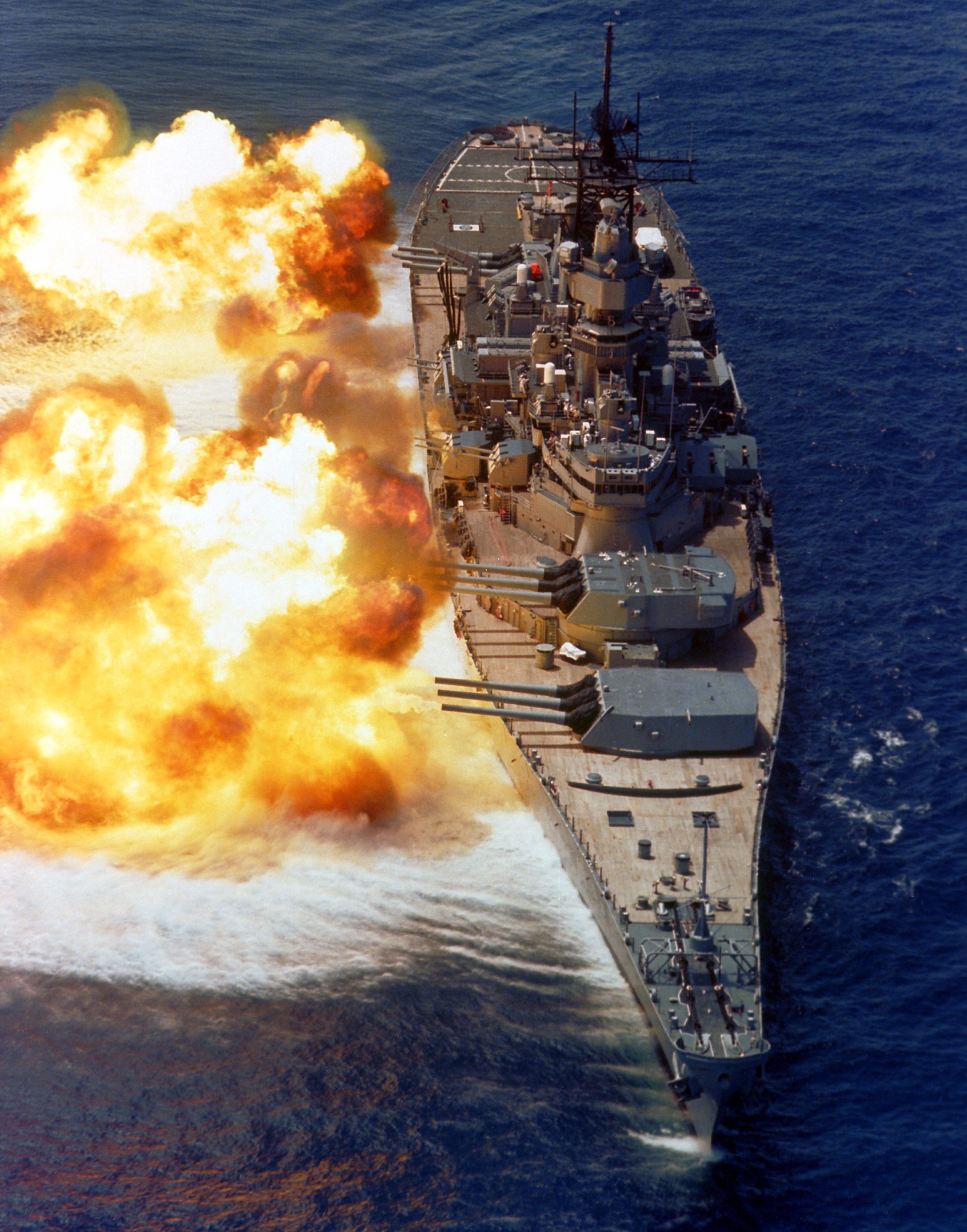
愛荷華號戰艦16英寸三聯裝艦炮齊射

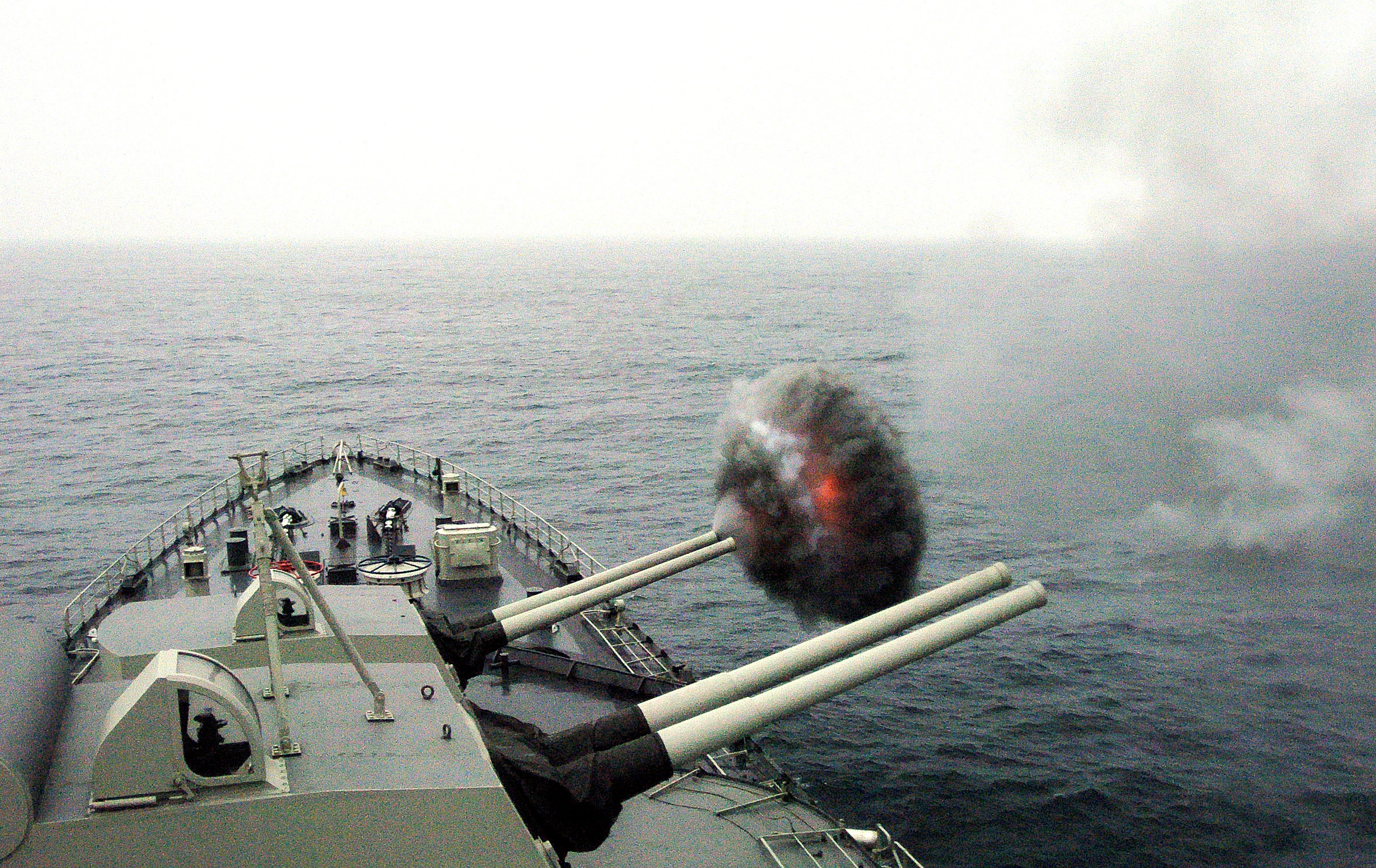
巡洋艦15.2cm火砲

二戰戰列艦艦砲結構

舰炮指安装在海军舰艇上的火炮。主要用于舰艇射击海上、岸上和空中目标，是海军舰艇的主要武器之一。

## 配置和性能
艦炮通常为加農炮，配置的方式可以分成有炮塔或者是無炮塔，每一座炮塔配署的火炮數量有單裝、雙聯、三聯或四聯裝等不同門數。口径范围从20mm到歷史上最大的460mm（日本大和級戰艦搭載的94式艦砲）不等，大口徑型在主要大艦巨砲主義時代使用，不過由於戰艦與巡洋艦的沒落，現代常見的艦炮通常口徑也不會太大，一般來說常見的有20mm、23mm、25mm、27mm、30mm、35mm、37mm、40mm、57mm、76.2mm、100mm、114mm、127mm、130mm等。

## 作用
艦炮是二次世界大戰结束前軍艦最主要的攻擊火力，二戰之後飛彈逐漸取代火炮的地位，不過火炮並未完全從軍艦上消失，加上近代航空母艦的興起，使用戰機來延長海軍的火力打擊範圍，更造成大艦巨砲主義的式微，現在軍艦上仍普遍設有火砲，但口徑和作用有別於以往。現代艦炮的一個重要任務是摧毀來襲的反艦飛彈、防空射擊、警告射擊、支援陸戰隊搶攤、地面部隊戰鬥使用，擔任軍艦內線防禦的主力甚至是最後攻擊方式。擔任這一類任務的艦炮稱為“近迫武器系統”或“近（程）防（禦）武器系統”（Close In Weapon System），簡稱CIWS，特點是射速極高（每分鐘數百到數千發），無人工協助下有持續射擊一段時間的能力，需要少續或者是可以獨立進行目標追蹤與射擊任務。這一類火炮最有名的包括美國的方陣（密集陣）20mm近迫武器系統與荷蘭的守門員30mm近迫武器系統等。

## 火控
對目標的追蹤與射擊方式包括利用光學或是雷達系統提供目標資料，經由艦上的火控指揮系統加以協調射擊诸元與時機。